# Championnat d'Uruguay de football 1987
Navigation
Saison précédente Saison suivante
La saison 1987 du Championnat d'Uruguay de football est la quatre-vingt-cinquième édition du championnat de première division en Uruguay. Les treize meilleurs clubs du pays sont regroupés au sein d'une poule unique, la Primera División, où ils s'affrontent deux fois au cours de la saison, à domicile et à l'extérieur. En fin de saison, le dernier du classement cumulé des deux dernières saisons est relégué et remplacé par le champion de deuxième division.
C'est le Defensor Sporting Club qui est sacré champion d'Uruguay cette saison après avoir terminé en tête du classement final avec trois points d’avance sur le Club Nacional de Football et sept sur un duo composé par Club Atlético Bella Vista et le CA River Plate. C'est le second titre de champion d'Uruguay de l’histoire du club après celui remporté en 1976.

## Qualifications continentales
Les deux premiers de la Liguilla pré-Libertadores obtiennent leur billet pour la prochaine Copa Libertadores.

## Les clubs participants
| - CA Peñarol - Defensor Sporting Club - Club Nacional de Football - Club Atlético Bella Vista - Huracán Buceo - Club Atlético Progreso | - CA River Plate - Danubio FC - CA Cerro - Rampla Juniors - Central Español Fútbol Club - Montevideo Wanderers - Club Sportivo Miramar Misiones - Promu de D2 |

## Compétition

### Classement
Le barème utilisé pour établir le classement est le suivant :
- Victoire : 2 points
- Match nul : 1 point
- Défaite : 0 point

| Rang | Équipe                          | Pts | J  | G  | N | P  | Bp | Bc | Diff |
| ---- | ------------------------------- | --- | -- | -- | - | -- | -- | -- | ---- |
| 1    | Defensor Sporting Club          | 33  | 24 | 14 | 5 | 5  | 32 | 18 | +14  |
| 2    | Club Nacional de Football       | 30  | 24 | 13 | 4 | 7  | 40 | 23 | +17  |
| 3    | Club Atlético Bella Vista       | 28  | 24 | 11 | 6 | 7  | 35 | 25 | +10  |
| 4    | CA River Plate                  | 28  | 24 | 12 | 4 | 8  | 36 | 34 | +2   |
| 5    | Montevideo Wanderers            | 27  | 24 | 10 | 7 | 7  | 35 | 30 | +5   |
| 6    | Danubio Fútbol Club             | 25  | 24 | 10 | 5 | 9  | 29 | 21 | +8   |
| 7    | Club Atlético Progreso          | 25  | 24 | 9  | 7 | 8  | 24 | 25 | -1   |
| 8    | Club Atlético PeñarolCLT        | 23  | 24 | 8  | 7 | 9  | 26 | 28 | -2   |
| 9    | Club Atlético Cerro             | 21  | 24 | 6  | 9 | 9  | 18 | 24 | -6   |
| 10   | Central Español Fútbol Club     | 19  | 24 | 8  | 3 | 13 | 16 | 27 | -11  |
| 11   | Club Sportivo Miramar MisionesP | 18  | 24 | 5  | 8 | 11 | 31 | 42 | -11  |
| 12   | Huracán Buceo                   | 18  | 24 | 6  | 6 | 12 | 16 | 29 | -13  |
| 13   | Rampla Juniors Fútbol Club      | 17  | 24 | 4  | 9 | 11 | 19 | 31 | -12  |

|  | Club champion d’Uruguay et qualifié pour la Liguilla pré-Libertadores           |
|  | Qualification pour la Copa Libertadores 1988                                    |
|  | Qualification pour la Liguilla pré-Libertadores                                 |
|  | Relégation directe en deuxième division                                         |
|  | CL : Vainqueur de la Copa Libertadores 1987 T : Tenant du titre P : Promu de D2 |

- Rampla Juniors Fútbol Club est relégué car c'est le club le moins performant lors des deux dernières saisons.

### Liguilla pré-Libertadores
Les six clubs qualifiés disputent la Liguilla pour déterminer les deux clubs qualifiés pour la Copa Libertadores 1988. Si le champion ne termine pas parmi les deux premiers, il obtient le droit d'affronter le second de la Liguilla pour connaître la deuxième formation qualifiée.
| Rang | Équipe                    | Pts | J | G | N | P | Bp | Bc | Diff |  | Résultats (▼ dom., ► ext.) | Wan | Nac | BVi | Def | RPl | Prol |
| ---- | ------------------------- | --- | - | - | - | - | -- | -- | ---- |  | -------------------------- | --- | --- | --- | --- | --- | ---- |
| 1    | Montevideo Wanderers      | 8   | 5 | 3 | 2 | 0 | 5  | 1  | +4   |  | Montevideo Wanderers       |     | 1-0 | 0-0 | 0-0 | 2-0 | 2-1  |
| 2    | Club Nacional de Football | 6   | 5 | 2 | 2 | 1 | 7  | 5  | +2   |  | Club Nacional de Football  |     |     | 4-2 | 0-0 | 1-1 | 2-1  |
| 3    | Club Atlético Bella Vista | 6   | 5 | 2 | 2 | 1 | 7  | 6  | +1   |  | Club Atlético Bella Vista  |     |     |     | 2-0 | 1-1 | 2-1  |
| 4    | Defensor Sporting ClubT   | 5   | 5 | 1 | 3 | 1 | 4  | 4  | 0    |  | Defensor Sporting ClubT    |     |     |     |     | 2-2 | 2-0  |
| 5    | CA River Plate            | 5   | 5 | 1 | 3 | 1 | 10 | 7  | +3   |  | CA River Plate             |     |     |     |     |     | 6-1  |
| 6    | Club Atlético Progreso    | 0   | 5 | 0 | 0 | 5 | 4  | 14 | -10  |  | Club Atlético Progreso     |     |     |     |     |     |      |

Match pour la deuxième place :
|  | Club Nacional de Football | 2 - 0 | Defensor Sporting Club |  |  |
|  |                           |       |                        |  |  |

## Bilan de la saison
| Championnat d'Uruguay de football 1987 |                                         |
| Champion                               | Defensor Sporting Club (2e titre)       |
| Qualifications continentales           |                                         |
| Copa Libertadores 1988                 | Club Atlético Peñarol (tenant du titre) |
| Copa Libertadores 1988                 | Montevideo Wanderers                    |
| Copa Libertadores 1988                 | Club Nacional de Football               |
| Promotions et relégations              |                                         |
| Promus en Primera División             | Liverpool Fútbol Club                   |
| Relégués en Primera B                  | Rampla Juniors Fútbol Club              |